# Acrocercops amethystopa
Acrocercops amethystopa là một loài bướm đêm thuộc họ Gracillariidae. Loài này có ở Karnataka, Ấn Độ. Nó được miêu tả bởi E. Meyrick năm 1916.